# Scarecrow (Supernatural)
Scarecrow is de elfde aflevering van de televisieserie  Supernatural, voor het eerst uitgezonden op The WB Television Network  op 10 januari 2006. De aflevering is geschreven door Patrick Sean Smith en John Shiban en werd geregisseerd door Kim Manners. 
De broers Sam en Dean worden gebeld door hun vader en krijgen de opdracht om een reeks mysterieuze verdwijningen in Indiana te onderzoeken. Sam gaat echter liever op zoek naar hun vader.

## Verhaallijn
Het is de ochtend na de gebeurtenissen van de “Asylum”. Deans telefoon gaat af en Sam neemt op. Het is hun vader John, die zegt dat hij erachter is gekomen dat het monster dat hun moeder heeft vermoord een demon is. John zegt ook dat ze moeten stoppen met naar hem te zoeken. Hij geeft ze wat informatie over een mogelijke klus. Dean pakt de telefoon en krijgt te horen dat er elk jaar, in de tweede week van april, twee mensen verdwijnen in de buurt van Burkittsville, een dorp in Indiana.
Terwijl ze onderweg zijn naar Burkittsville, zegt Sam dat ze naar hun vader op zoek moeten gaan en dat hij in Sacramento is. Wanneer Dean zegt dat hij de verdwijningen wil onderzoeken stopt Sam de auto en stapt uit. Dean dreigt hem achter te laten en verder te gaan zonder hem, maar Sam wil alleen nog maar naar Sacramento. Dean stapt in de auto en rijdt weg. Terwijl Sam nu richting Sacramento probeert te liften ontmoet hij een andere lifter, Meg. Ze praten even totdat zij een lift weet te bemachtigen.
In Burkittsville is Dean bezig foto's te verspreiden van de vermiste mensen, maar tevergeefs. Hij volgt de route die ze de stad uit leidt, als opeens zijn EMF-meter afgaat. Hij stopt om het te onderzoeken en vindt een vogelverschrikker, die dezelfde tatoeage draagt als de laatste vermiste man. Dean keert terug naar het dorp en praat daar met Emily. Hij komt erachter dat een jong stel bij in de diner zijn terwijl hun auto wordt gerepareerd. Dean gaat erheen en probeert hen aan te moedigen de stad te verlaten in het daglicht totdat de sheriff arriveert en hem beveelt de stad te verlaten. Het jonge echtpaar auto stopt met werken als ze bij de boomgaard zijn waar ze worden aangevallen door de vogelverschrikker. Dean arriveert en schiet op de vogelverschrikker om die af te schrikken, waarna ze ontsnappen.
De volgende ochtend praten Sam en Dean over de telefoon. Dean beschrijft het incident met de vogelverschrikker en speculeert dat de koppels jaarlijkse vruchtbaarheid offers zijn aan een heidense god. Hij concludeert door te zeggen dat hij trots is op Sam en wenst hem veel succes in zijn zoektocht naar hun vader. Dean onderzoekt de geschiedenis van het dorp en ontdekt dat het werd gevestigd door Noord-Europeanen die hun Noorse goden met zich meebrachten. Vanir, de god van vruchtbaarheid geeft het dorp goede oogst als ze jaarlijks een man en een vrouw opofferen. Ze ontlenen hun kracht van een heilige boom. Dean denk dat als hij de boom verbrand, de vogelverschrikker niet tot leven komt . Terwijl Dean richting de boomgaard vertrekt wordt hij gevloerd door de sheriff. Wanneer hij weer bijkomt, zit hij in een kooi met Emily. De dorpelingen hebben besloten om hen tweeën te offeren aan Vanir. Sam raakt ongerust wanneer Dean zijn telefoon niet beantwoordt. Hij besluit om terug naar Dean te gaan.
De dorpelingen hangen Emily en Dean aan twee bomen in de boomgaard. Als de avond valt vindt Sam hen, maar de vogelverschrikker is al tot leven gekomen. De inwoners proberen hun ontsnapping te dwarsbomen, maar in plaats daarvan vermoordt de vogelverschrikker Emily's oom en tante. De volgende ochtend keren Emily, Sam en Dean terug naar de boomgaard en verbranden de oudste boom. De jongens nemen Emily mee naar het busstation zodat ze terug kan gaan naar Boston. Dean biedt Sam aan om hem ergens af te zetten, maar Sam vertelt hem dat hij heeft besloten dat ze bij elkaar moeten blijven.
Meg, die wederom een lift heeft gekregen, zegt tegen de bestuurder dat hij langs de weg moet stoppen. Zodra hij stopt, snijdt ze zijn keel door en verzamelt ze zijn bloed in een kelk. Nadat ze een spreuk heeft opgezegd, communiceert ze met iemand die ze 'Vader' noemt. Ze informeert hem dat ze contact heeft gemaakt met de Winchesters.

## Rolverdeling
| Acteur              | Personage         |
| ------------------- | ----------------- |
| Jared Padalecki     | Sam Winchester    |
| Jensen Ackles       | Dean Winchester   |
| Jeffrey Dean Morgan | John Winchester   |
| Nicki Aycox         | Meg Masters       |
| Tania Saulnier      | Emily             |
| Tom Butler          | Harley Jorgeson   |
| P. Lynn Johnson     | Stacey Jorgeson   |
| Brent Stait         | Scotty            |
| Christian Schrapff  | Vince Parker      |
| Lara Gilchrist      | Holly Parker      |
| Brendan Penny       | Steve             |
| Leah Graham         | Pauly             |
| Mike Carpenter      | Vogelverschrikker |

## Muziek
"Bad Company" van Bad Company

"Lodi" van Creedence Clearwater Revival

"Puppet" van Colepitz